# Darren Lyon
Darren Lyon (8 giugno 1995) è un calciatore scozzese, centrocampista dell'Arbroath.

## Carriera
Cresciuto nel settore giovanile dei Rangers, viene rilasciato nel 2010 perché ritenuto troppo esile fisicamente. Passato all’Hamilton Academical, esordisce in prima squadra il 15 febbraio 2014, nella partita di campionato vinta per 2-4 contro i Raith Rovers.
Il 9 agosto 2018 si svincola dal club scozzese e due settimane dopo viene tesserato con un annuale dal Peterborough United.

## Statistiche

### Presenze e reti nei club
Statistiche aggiornate al 6 settembre 2018.
| Stagione                   | Club                       | Campionato                 | Campionato | Campionato | Coppe nazionali | Coppe nazionali | Coppe nazionali | Coppe continentali | Coppe continentali | Coppe continentali | Supercoppe | Supercoppe | Supercoppe | Totale | Totale |
| Stagione                   | Club                       | Comp                       | Pres       | Reti       | Comp            | Pres            | Reti            | Comp               | Pres               | Reti               | Comp       | Pres       | Reti       | Pres   | Reti   |
| -------------------------- | -------------------------- | -------------------------- | ---------- | ---------- | --------------- | --------------- | --------------- | ------------------ | ------------------ | ------------------ | ---------- | ---------- | ---------- | ------ | ------ |
| 2013-2014                  | Hamilton Academical        | SC                         | 1          | 0          | CS+CdL          | -               | -               | -                  | -                  | -                  | -          | -          | -          | 1      | 0      |
| 2014-2015                  | Hamilton Academical        | PL                         | 14         | 0          | CS+CdL          | 0+2             | 0               | -                  | -                  | -                  | -          | -          | -          | 16     | 0      |
| 2015-2016                  | Hamilton Academical        | PL                         | 13         | 0          | CS+CdL          | 1+0             | 0               | -                  | -                  | -                  | -          | -          | -          | 14     | 0      |
| 2016-2017                  | Hamilton Academical        | PL                         | 6+1        | 1          | CS+CdL          | 0+1             | 0               | -                  | -                  | -                  | -          | -          | -          | 8      | 1      |
| 2017-2018                  | Hamilton Academical        | PL                         | 22+5       | 2          | CS+CdL          | 1+2             | 0               | -                  | -                  | -                  | -          | -          | -          | 30     | 2      |
| lug.-ago. 2018             | Hamilton Academical        | PL                         | 1          | 0          | CS+CdL          | 0+3             | 0               | -                  | -                  | -                  | -          | -          | -          | 4      | 0      |
| Totale Hamilton Academical | Totale Hamilton Academical | Totale Hamilton Academical | 63         | 3          |                 | 10              | 0               |                    | -                  | -                  |            | -          | -          | 73     | 3      |
| ago. 2018-2019             | Peterborough Utd           | FL1                        | 0          | 0          | FACup+CdL       | 0+0             | 0               | -                  | -                  | -                  | EFLT       | 1          | 0          | 1      | 0      |
| Totale carriera            | Totale carriera            | Totale carriera            | 63         | 3          |                 | 10              | 0               |                    | -                  | -                  |            | 1          | 0          | 74     | 3      |

## Palmarès

### Club

#### Competizioni nazionali
- Scottish League Two: 1

Queen's Park: 2020-2021